# 木耳乡
木耳乡，是中华人民共和国甘肃省陇南市宕昌县下辖的一个乡镇级行政单位。

## 行政区划
木耳乡下辖以下地区：
木耳村、拉寺村、瓦拉子村、沙治村、西乌村、布竜村、扎字山村、马莲村、周儿村和拉大路村。